# 夏米西丁
夏米西丁（？—），男，维吾尔族，中国伊斯兰教人物，曾任中国伊斯兰教协会副会长、顾问，中国伊斯兰教经学院副院长。